# Конверт

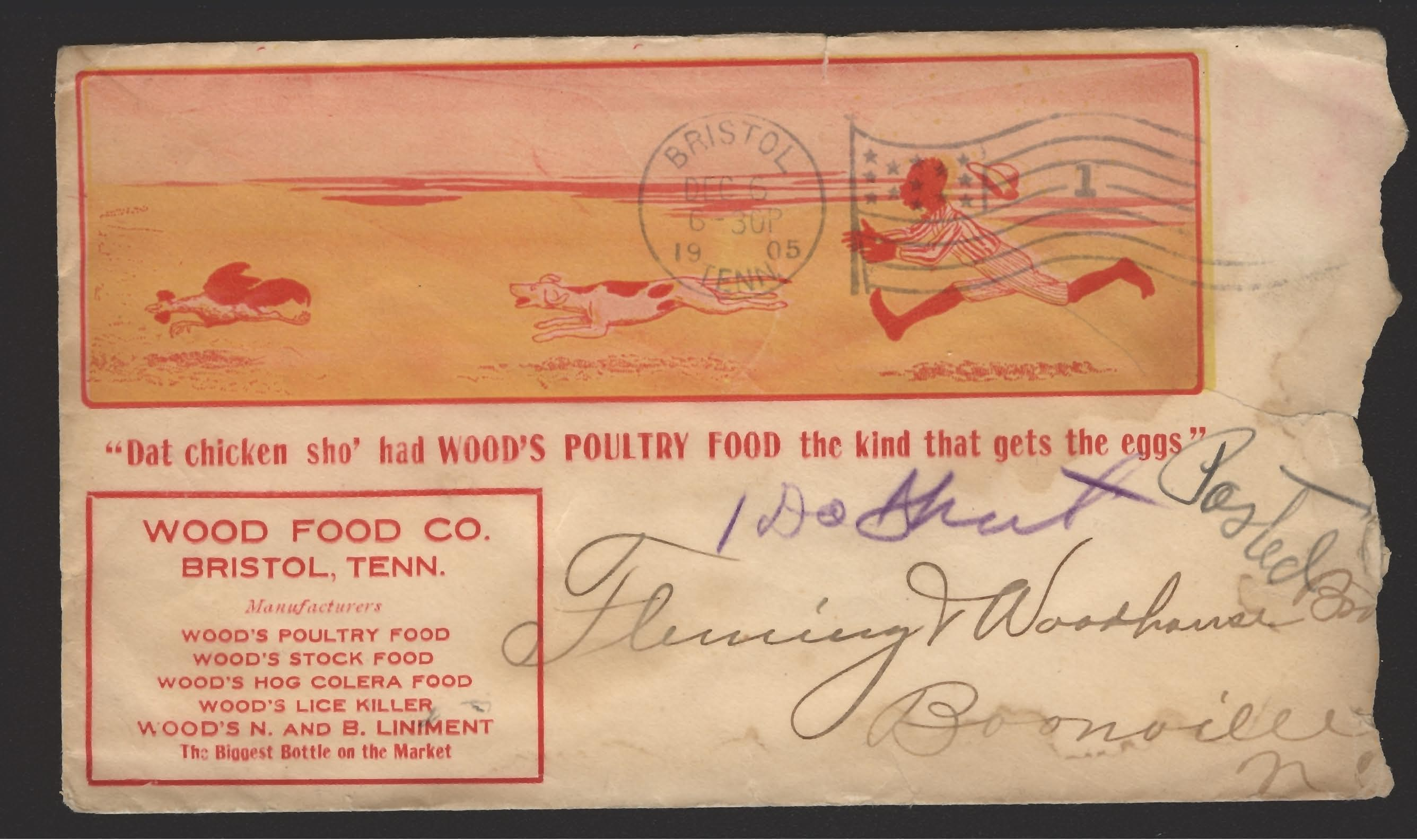
Почтовый конверт с франкотипом и рекламными рисунком и текстом (США, 1905)

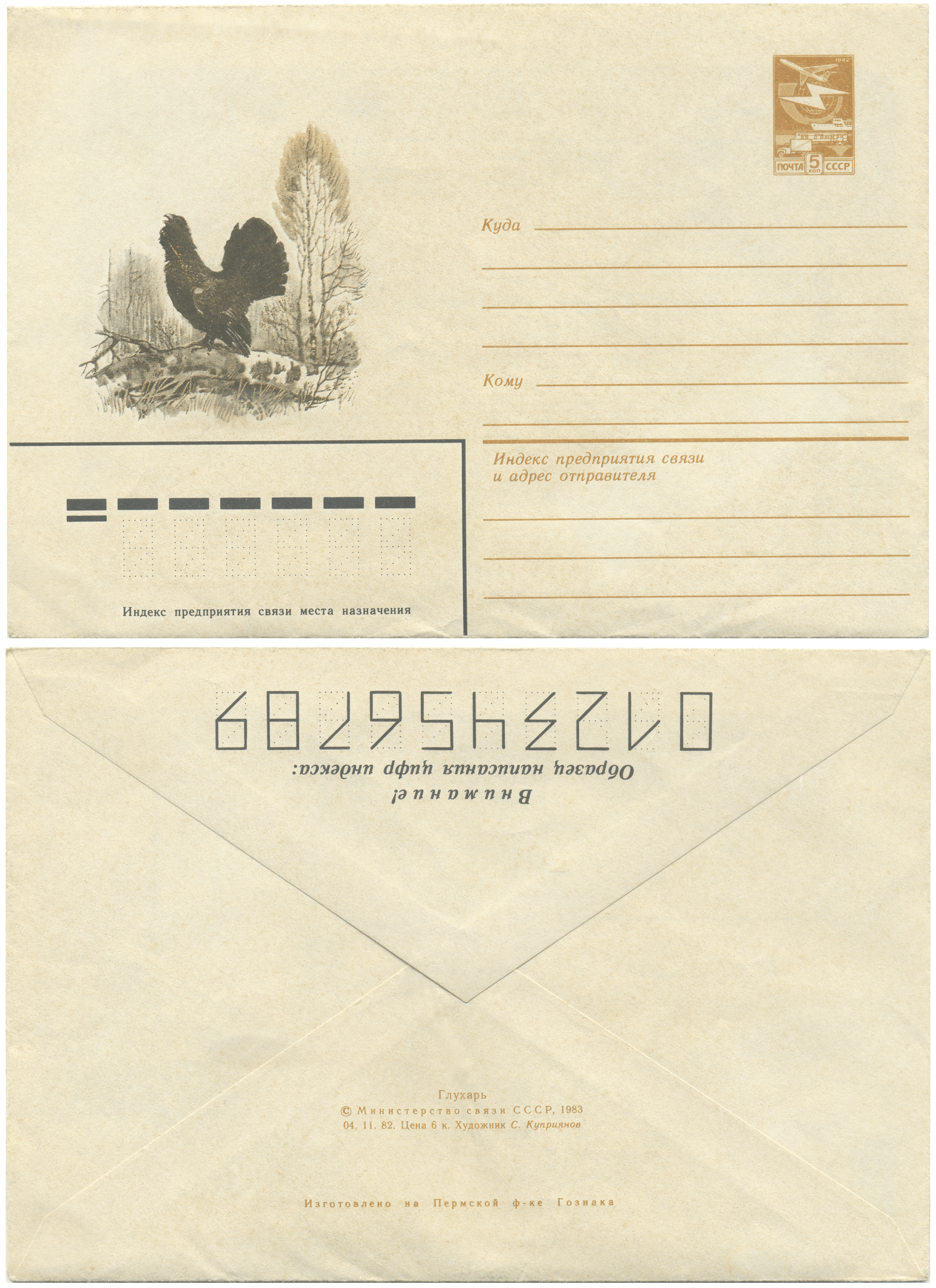
Почтовый конверт СССР (1983): лицевая и оборотная стороны

Конве́рт (нем. Kuvert, фр. couvert, couvrir — покрывать) — оболочка для вкладывания, хранения и пересылки бумаг или плоских предметов. Наиболее распространены почтовые конверты.

## Описание
В Государственном стандарте Российской Федерации «ГОСТ Р 51506-99. Конверты почтовые. Технические требования. Методы контроля» (2000) было дано следующее определение:

Конверт — плоская прямоугольная оболочка из бумаги или другого подобного материала, закрываемая липким или самоклеящимся клапаном, расположенным вдоль одной из её сторон.

Тот же ГОСТ допускает применение запечатанной бумаги, повышающей величину непрозрачности.

## Классификация
Согласно ГОСТу Российской Федерации, конверты классифицируют по следующим признакам:
- размерам;
- наличию окна;
- месту расположения закрывающего клапана;
- наличию указаний, разъясняющих место и порядок написания адресной информации;
- территории хождения;
- виду оформления лицевой стороны.

### По размерам и наличию окна

Схема конвертов C6, C6/C5 и DL и расположения на них окна для адреса получателя (размеры указаны в мм)

В зависимости от размеров выделяют конверты типов С6, DL (для свадебных приглашений), C5, C4 и B4:
| Обозначение конверта по ISO 269 | Размеры конверта, мм | Размеры конверта, мм |
| Обозначение конверта по ISO 269 | Высота H             | Длина L              |
| С6                              | 114                  | 162                  |
| DL                              | 110                  | 220                  |
| C65                             | 114                  | 229                  |
| C5                              | 162                  | 229                  |
| C4                              | 229                  | 324                  |
| B4                              | 250                  | 353                  |

Конверты размерами 114 × 162 мм (С6), 110 × 220 мм (DL), 162 × 229 мм (C5) могут изготавливаться с окнами на месте зоны адреса адресата, и их обозначают: C6/О; DL/О; C5/О.

### По расположению закрывающего клапана
В зависимости от места расположения закрывающего клапана конверты подразделяют на два типа:
- конверты с боковым расположением клапана, у которых сгиб клапана совпадает с боковым (коротким) левым краем конверта относительно его лицевой стороны;
- конверты с верхним расположением клапана, у которых сгиб клапана совпадает с верхним (длинным) краем конверта относительно его лицевой стороны.

### По наличию адресных указаний
В зависимости от указаний, разъясняющих место расположения и порядок написания адресной информации, конверты подразделяют на два исполнения:
- конверты, на которых присутствуют направляющие линии для написания адресной информации;
- конверты, на которых присутствуют угловые элементы, ограничивающие адресные зоны.

### По территории хождения
В зависимости от территории хождения конверты подразделяют на:
- конверты для внутренних почтовых отправлений (для пересылки в пределах Российской Федерации);
- конверты для международных почтовых отправлений (для пересылки за пределы Российской Федерации).

Лицевую сторону внутренних конвертов оформляют с шестизначным кодовым штампом, словами подсказа «Кому», «Куда» в адресной зоне адресата, «От кого», «Откуда» в адресной зоне отправителя и рамками для написания почтовых индексов с соответствующими словами подсказа: «Индекс места назначения», «Индекс места отправления».
Лицевую сторону конвертов международных оформляют с трехзначным кодовым штампом, в который вписан индекс с первыми тремя цифрами «555», со словами подсказа «Адрес отправителя» в зоне адреса отправителя.

### По оформлению лицевой стороны
В зависимости от оформления лицевой стороны конверты подразделяют на следующие виды:

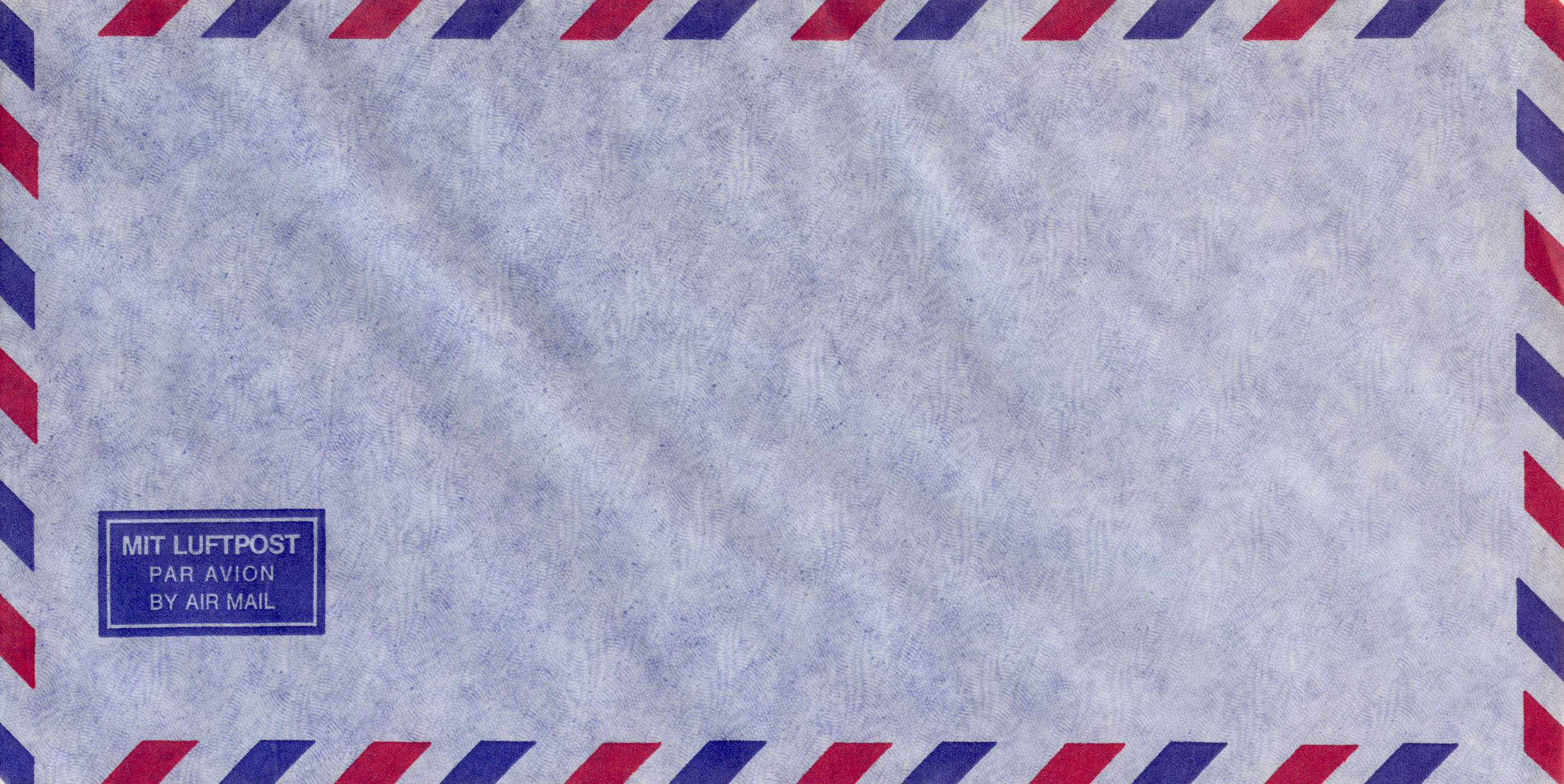
Авиапочтовый конверт с предварительно напечатанным авиапочтовым ярлыком (Германия, 2005)

- немаркированные простые;
- немаркированные иллюстрированные;
- маркированные простые;
- маркированные иллюстрированные.

## Авиапочтовый конверт
Международные конверты, предназначенные для пересылки воздушным транспортом, обозначают буквой «А». При этом в оформление конверта почтового авиаотправления вводят надпись «PAR AVION (АВИА)» на лицевой стороне конверта и окантовку в виде разноцветных полос по его периметру.

## Материалы
Конверты изготавливаются из разных материалов, главным образом, из бумаги различных сортов и бумагоподобных материалов.

## История

Конверт парткома КПСС МГУ имени М. В. Ломоносова (1970-е — 1980-е)

Конверт был изобретён в 1820 году торговцем бумаги С. К. Брюэром (англ. S. K. Brewer) в Брайтоне[≡]. В Китае в красных конвертах принято издавна дарить деньги.